# Gabrielle Adcock

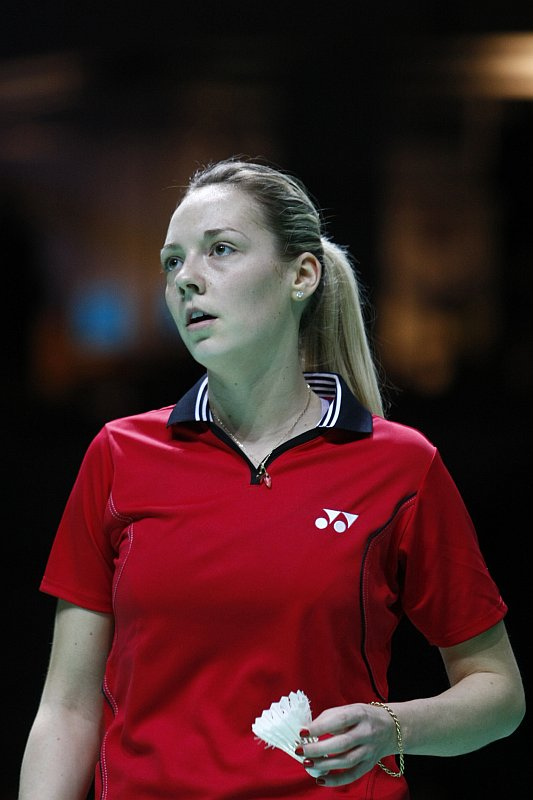
Gabrielle White

Gabrielle „Gabby“ Adcock (* 30. September 1990 in Leeds, geborene Gabrielle White) ist eine englische Badmintonspielerin. 

## Karriere
Gabrielle White gewann 2007 Bronze bei der Junioren-Europameisterschaft. 2009 wurde sie Fünfte bei den All England und Neunte bei den Swiss Open. Bei den Commonwealth Games 2010 wurde sie Dritte mit dem englischen Team, Vierte im Doppel und Fünfte im Mixed. Bei den Weltmeisterschaften 2009 und 2010 war sie jeweils im Doppel und im Mixed im Einsatz, schaffte es jedoch nur im Damendoppel 2010 bis in die zweite Runde.

## Sportliche Erfolge
| Saison | Veranstaltung                             | Disziplin   | Platz | Name                                   |
| ------ | ----------------------------------------- | ----------- | ----- | -------------------------------------- |
| 2007   | Junioren-Europameisterschaft              | Damendoppel | 3     | Gabrielle White / Mariana Agathangelou |
| 2007   | England: Einzelmeisterschaft der Junioren | Damendoppel | 1     | Mariana Agathangelou / Gabrielle White |
| 2009   | Swiss Open                                | Damendoppel | 9     | Jenny Wallwork / Gabrielle White       |
| 2009   | All England                               | Damendoppel | 5     | Jenny Wallwork / Gabrielle White       |
| 2010   | Singapur Open                             | Mixed       | 5     | Robert Blair / Gabrielle White         |
| 2010   | Commonwealth Games                        | Mixed       | 5     | Chris Adcock / Gabrielle White         |
| 2010   | Commonwealth Games                        | Damendoppel | 4     | Jenny Wallwork / Gabrielle White       |
| 2010   | Commonwealth Games                        | Team        | 3     | England                                |
| 2012   | Portugal International                    | Damendoppel | 1     | Alexandra Langley / Gabrielle White    |
| 2012   | Portugal International                    | Mixed       | 1     | Marcus Ellis / Gabrielle White         |